# Стефансон (острів)
Стефансон (англ. Stefansson Island) — острів Канадського Арктичного архіпелагу, розташований у протоці Вайкаунт-Мелвілл (Північний Льодовитий океан), на території Нунавут, в Канаді (Північна Америка).

## Географія
Острів знаходиться на півночі регіоні Кітікмеот, у західній частині території Нунавут, на північний схід від півострова Сторкенсон острова Вікторія і відділений від нього протокою Ґолдсміт, ширина якої до 25 км на північному заході, поступово звужується на південний схід, а зрештою острів розділяє лише вузька смуга води шириною менше ніж 500 метрів. Зі сходу омивається протокою Мак-Клінток. Протяжність острова з півночі на південь близько 103 км, при максимальній ширині до 82 км. Максимальна висота 267 м. Острів має площу — 4463 км² (27-ме місце в Канаді та 128-ме у світі). Довжина берегової лінії 449 км.
Острів Стефансон — безлюдний.

## Історія
Першими європейцями, які відкрили острів у 1917 році, були дослідники Арктики Сторкер Т. Сторкерсон, який подорожував з канадським дослідником Вільялмуром Стефансоном (1879—1962) і в честь якого був названий острів.